# Chaetostoma inerme
Chaetostoma inerme är en tvåhjärtbladig växtart som beskrevs av Charles Victor Naudin. Chaetostoma inerme ingår i släktet Chaetostoma och familjen Melastomataceae. Inga underarter finns listade i Catalogue of Life.